# Şanlıurfa
Şanlıurfa (in curdo Riha‎; talvolta chiamata semplicemente Urfa e nell'antichità Edessa) è una città della Turchia. Nei pressi della città (18 km) l'importante sito archeologico di Göbekli Tepe che, fra l'altro, ha rivelato l'edificio religioso più antico della storia umana.

## Caratteristiche

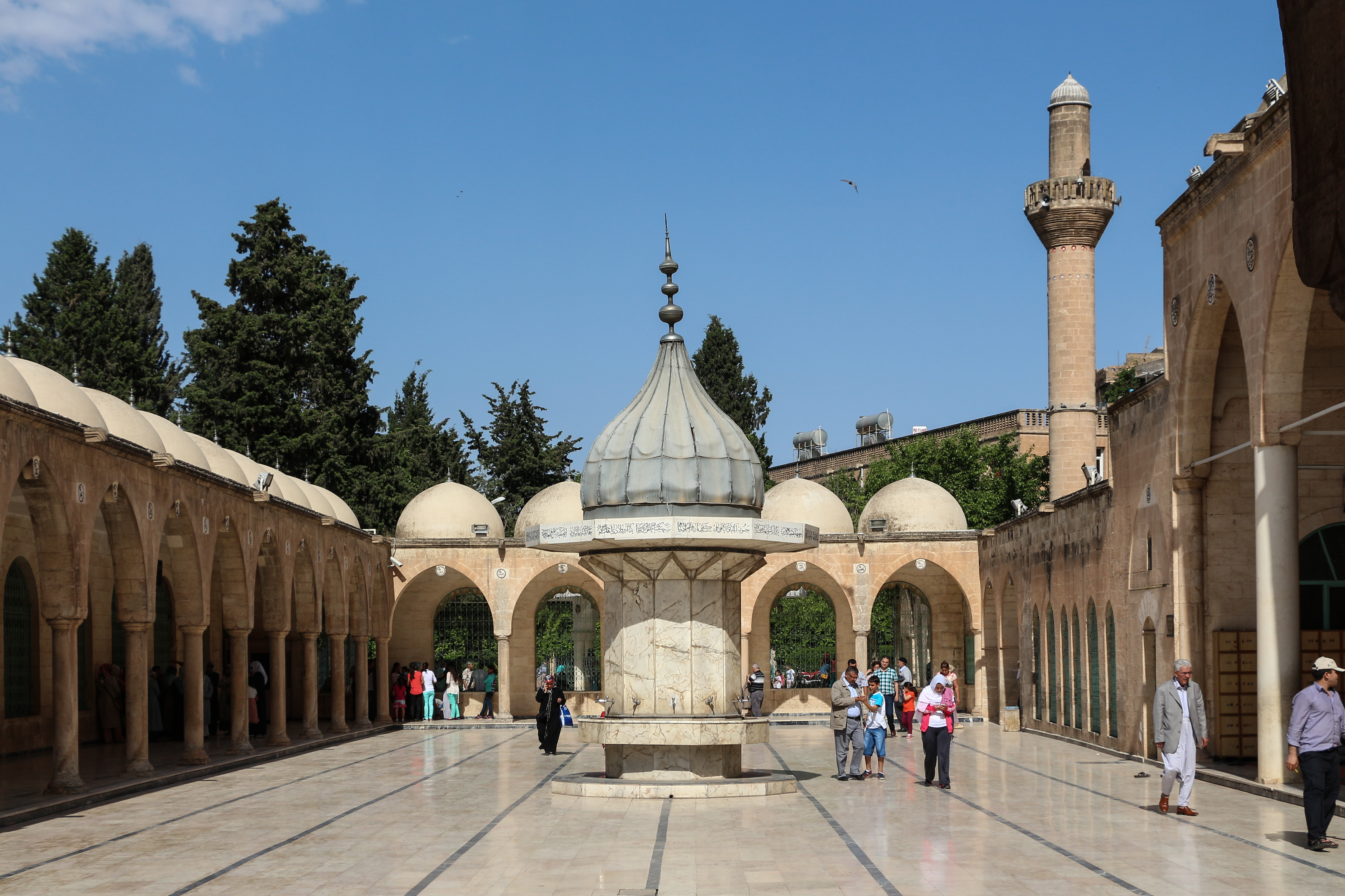
Cortile principale della moschea Mevlid-i Halil di Şanlıurfa

Capoluogo della provincia omonima ha una popolazione di circa 390000 abitanti (2004) composta da curdi, turchi e arabi. Fino all'inizio del secolo la popolazione della città era per un terzo costituita da cristiani, soprattutto armeni, decimati dal genocidio del 1915-16 o emigrati.

## Geografia
Şanlıurfa si trova nel sud-est della Turchia ed è il capoluogo dell'omonima provincia. Geograficamente e storicamente, la città appartiene alla Mesopotamia settentrionale. Negli anni successivi all'inizio del XXI secolo ha registrato una crescita demografica significativa.
Urfa si trova a circa 80 km dal fiume Eufrate e a circa 40 km dal confine turco-siriano, nel nord-ovest di una fertile pianura racchiusa da montagne a ovest, nord e est. A sud-est si trova la pianura di Harran. La città è attraversata da tre corsi d'acqua, il Karakoyun, il Dschalzak e il Siren; il corso del Karakoyun deve essere stato deviato già in epoca romana, come testimoniano le mappe della città di Carsten Niebuhr del 1766 e di Helmuth von Moltke del 1838. Il bazar di Urfa, che vale la pena visitare, è considerato il più grande del Medio Oriente dopo quello di Aleppo.
Urfa si trova al crocevia di antiche rotte commerciali. Un collegamento est-ovest andava dalla Persia e da Nisibis al guado dell'Eufrate a Samsat e alla costa mediterranea, un collegamento nord-sud andava dagli altopiani anatolici e da Diyarbakır a Harran e alla Siria. La città ha un proprio aeroporto, servito tra l'altro da Turkish Airlines, che collega Urfa con Ankara e Istanbul. L'aeroporto sovraregionale più vicino è quello di Diyarbakır, a circa 180 chilometri a nord-est.

## Storia

### Antichità
Importante il ritrovamento di una statua a soggetto umano (o divino?) alta 2 m e risalente al Neolitico Preceramico A (periodo compreso fra il 9500 e l'8500 a. C.): la sua presenza testimonia, al pari di Gobekli Tepe, la sussistenza di società ben più complesse rispetto alle precedenti in questa parte di mondo.
Si ritiene che Urfa sia identica alla Urshu hurrita, menzionata intorno al 2000 a.C. nei testi cuneiformi sumeri, accadici e poi ittiti. Efrem il Siro conserva la leggenda secondo cui il re Nimrod avrebbe fondato la città. Secondo la tradizione islamica, la città fu anche il luogo di nascita di Abramo, che secondo la tradizione biblica nacque nella vicina Harran. Nel 1370 a.C. Urshu fu conquistata dagli Ittiti sotto Šuppiluliuma I. Dopo la fine dell'Impero ittita, Ushu appartenne a Karkemish.
La città fu conquistata da Alessandro Magno. Per ragioni di politica di potere, Seleuco I la rifondò con il nome macedone di Edessa. La data di fondazione è solitamente indicata nel 303 a.C.. La città aveva una rete stradale rettangolare con mura quadrate e porte orientate secondo le direzioni cardinali. La collina del castello era solo parzialmente all'interno delle mura cittadine.
Dopo la disintegrazione dell'Impero seleucide, intorno a Edessa sorse il piccolo regno indipendente di Osroene, che fu poi considerato il primo impero cristiano del mondo grazie al presunto battesimo del re Abgar da parte dell'apostolo Taddeo. L'elenco dei re (in parte non storico) si trova nella cronaca dell'arcivescovo siriano Dionigi di Tell Mahre. La stragrande maggioranza degli studiosi odierni, tuttavia, ritiene che le notizie sulla primissima cristianizzazione di Edessa siano una leggenda nata nella tarda antichità. Edessa divenne nota in quel periodo grazie al presunto primo re cristiano Abgar V, che, secondo la leggenda, corrispose con Gesù Cristo attraverso il suo segretario Hannan ed è associato alla prima icona cristiana, un'immagine con il volto radioso di Gesù. Questa leggenda (non storica) ha avuto origine nel IV secolo e ha avuto un'ampia diffusione. Poi, per la prima volta nel VI secolo, è documentata la variante secondo cui Gesù non solo inviò ad Abgar una sua immagine sacra, ma anche una lettera in cui garantiva al re che Edessa non sarebbe mai stata conquistata dai nemici. Alla corte di Abgar IX visse Bardesane di Edessa, il primo filosofo che scrisse in siriaco. Le sue monete lo mostrano con il diadema; sul rovescio l'immagine dell'imperatore romano. Si può supporre che il cristianesimo abbia iniziato a svolgere un ruolo sotto di lui; nel 201, la prima chiesa cristiana fu distrutta da un'alluvione; poco dopo, la scuola di Edessa iniziò a fiorire e, verso la fine del IV secolo, la pellegrina Egeria descrisse le chiese della città come contenenti il Mandylion, il "Ritratto di Cristo".
Il cristianesimo siriaco e aramaico, in particolare, ebbe un centro importante in questa città, con la sua famosa scuola teologica. Uno dei tanti famosi insegnanti fu Efrem il Siro, e il dialetto aramaico orientale di Edessa divenne presto la lingua della letteratura siriaca. La città era un centro per i cristiani melchiti, monofisiti e nestoriani, con diversi vescovi che a volte officiavano fianco a fianco. Uno dei più famosi fu lo storico Giacobbe di Edessa; qui nacque anche il melchita Teodoro Abu Qurra, uno dei primi pensatori cristiani in lingua araba.
Nel V secolo, Edessa fu sede della famosa scuola cristiana del vescovo Iba di Edessa, ma fu poi chiusa dall'imperatore Zenone nel 489 perché i suoi insegnamenti erano considerati eretici. Di conseguenza, molti degli insegnanti emigrarono nel vicino Impero sassanide e vi fondarono la Scuola di Nisibi.
Nel VI secolo - secondo il Messale Romano avvenne il 3 luglio - vi sarebbero stati traslati i resti mortali di San Tommaso Apostolo.

### Medioevo

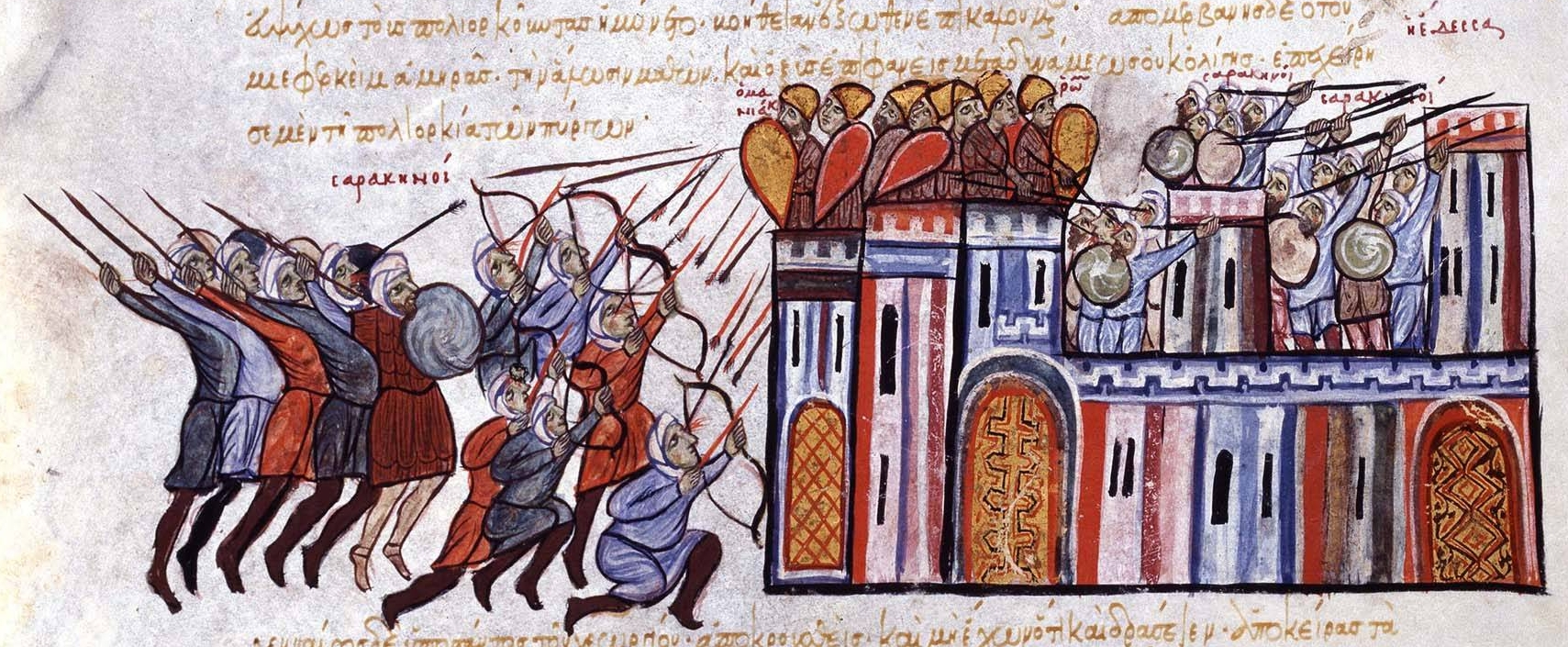
Miniatura dalla Cronaca di Giovanni Scilitze che mostra la presa di Edessa da parte di Giorgio Maniace

Nel 638 la città cadde nelle mani dei musulmani arabi. Tuttavia, rimasero comunità cristiane guidate da vescovi. Solo nel 1052 Edessa cadde nuovamente in mano a Bisanzio ad opera del generale Giorgio Maniace. Ma dopo il 1071, l'avventuriero armeno Michele Apocapa prese il potere. A lui seguì il figlio Basilio nel 1078, che prese la città per conto dell'ex curopalate Filareto Bracamio. Thoros, ufficiale di Filareto Bracamio, gli succedette intorno al 1090. Riuscì a resistere agli attacchi dei Selgiuchidi, ma nel 1097 chiamò in suo aiuto i crociati della Prima Crociata e alla fine adottò il loro conte Baldovino di Boulogne. Quando Thoros fu assassinato nel 1098, i crociati presero il potere e fecero della città la capitale della contea di Edessa.
Nel 1144, Edessa fu conquistata dai selgiuchidi Atabeg Zengi di Aleppo e la maggior parte della popolazione civile fu uccisa. Questo segnò la fine del grande periodo di Edessa. Lo schiacciamento dello Stato crociato di Edessa sarebbe stato l'occasione per la seconda crociata, che alla fine non ebbe successo.
Nei secoli successivi, la città fu conquistata dai Mongoli e infine dai Mamelucchi.

### Età moderna

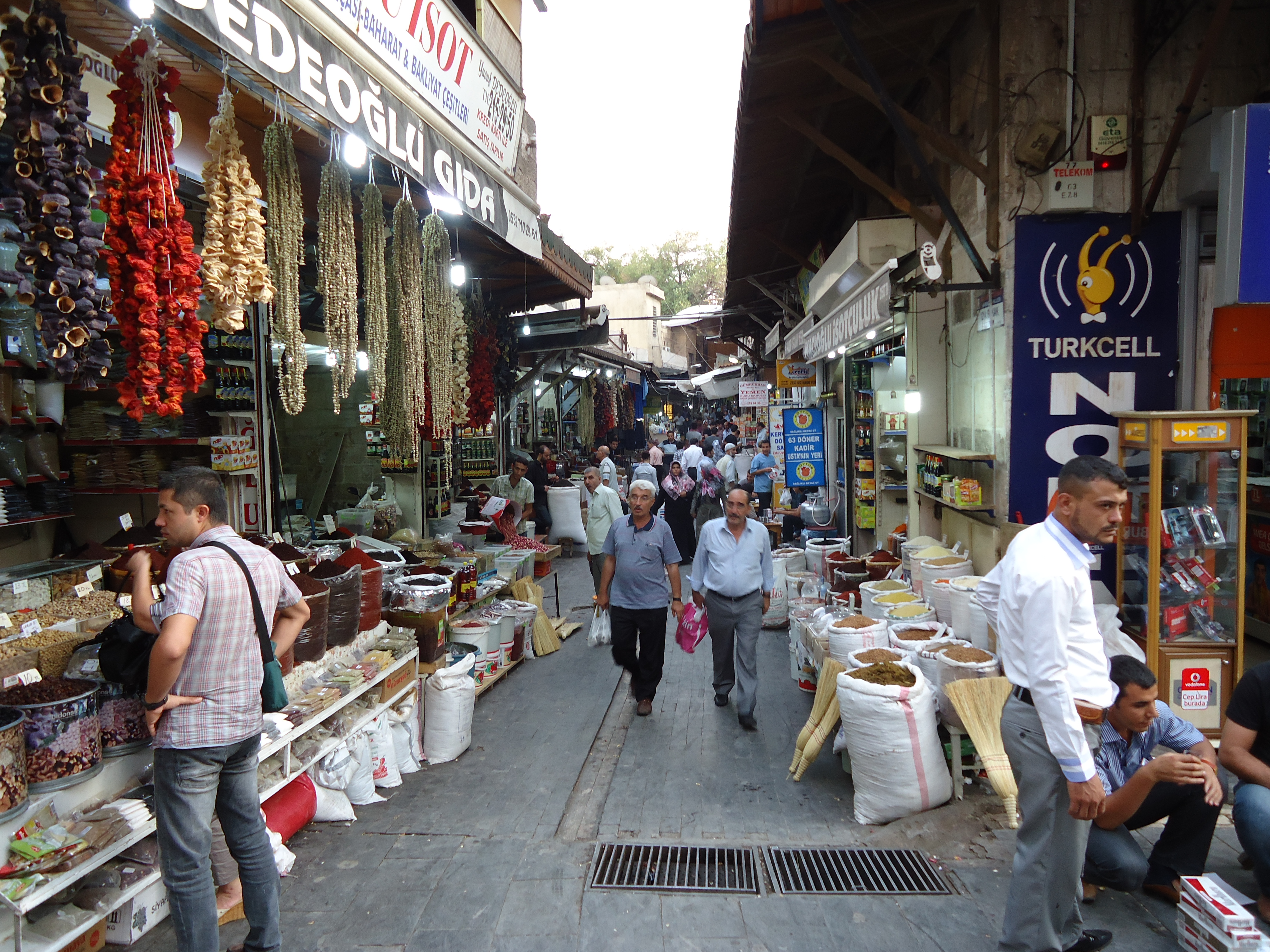
Bazar di Şanlıurfa

Nel 1637 Edessa fu conquistata dall'Impero Ottomano e ribattezzata Urfa. In questo periodo la città era un centro commerciale di cotone, cuoio e gioielli. Nel 1830, la città passò brevemente sotto il controllo del governatore egiziano Muhammad Ali Pasha.
Nel 1895, le unità speciali del sultano Abdul Hamid II hanno perpetrato pogrom contro armeni e cristiani siriani nel sud e nell'est dell'Anatolia. Secondo il rapporto del console britannico Fitzmaurice, che si trovava in loco, a Urfa furono bruciate vive oltre 3000 persone che avevano cercato rifugio nella cattedrale armena. La nota religiosa dei pogrom assunse una particolare pregnanza a Urfa, con uno sceicco che uccise quasi 100 neonati maschi in riferimento alla sua religione. In totale, a Urfa furono uccise tra le 5000 e le oltre 8000 persone, a seconda delle stime.
Johannes Lepsius fondò diverse istituzioni caritatevoli in città per i sopravvissuti ai pogrom. Dal 1903 era gestito dalla missionaria danese Karen Jeppe, che si era fatta un nome durante la Prima Guerra Mondiale per aver salvato molti bambini armeni rifugiati dal genocidio, quando diverse centinaia di migliaia di armeni furono condotti attraverso Urfa in marce della morte verso il deserto mesopotamico nel 1915/16. Nel 1917, Jeppe lasciò la Turchia a causa di una malattia e continuò il suo lavoro nel 1921 come rappresentante ufficiale della Società delle Nazioni nella vicina Siria. Già nel 1915, il quartiere armeno della città fu distrutto dall'artiglieria ottomana, con ufficiali dell'Impero tedesco, alleato della Turchia, che dirigevano i cannonieri. Ne seguì la resistenza di Urfa.
L'occupazione di Urfa da parte degli inglesi nel marzo 1919 portò sei mesi di pacifica e rapida ricostruzione. La loro sostituzione con truppe francesi, d'altra parte, era già stata accompagnata da espressioni di disappunto da parte dei musulmani. I francesi furono poi cacciati dall'area dalle forze nazionaliste turche.
Dall'inizio del XXI secolo, Urfa ha potuto trarre grandi benefici dalla ripresa economica che il Progetto Anatolia Sud-Orientale ha portato nel sud-est della Turchia.
Nel corso della guerra civile siriana, a partire dal 2011, Şanlıurfa si è trasformata in una stazione di transito per i jihadisti di tutto il mondo, che venivano convogliati in Siria attraverso il confine dai contrabbandieri. Allo stesso tempo, il luogo è diventato la meta di circa 350 000 rifugiati di guerra provenienti dalla Siria.
È stata colpita dal terremoto del 2023.

## Società
La città è eterogenea dal punto di vista etno-linguistico. La popolazione è composta da curdi, turchi, turcomanni in particolare, e arabi. Sebbene gran parte degli abitanti siano curdi e la lingua curda sia ampiamente parlata, la popolazione locale è fortemente integrata nella società turca e non sussiste nella città alcun sostegno rilevante al nazionalismo curdo. In Turchia, Şanlıurfa è considerata una delle città più religiose del Paese insieme a Konya. È oggi una roccaforte del Partito della Giustizia e dello Sviluppo.

### Religione
Per gli armeni Urfa è considerata un luogo sacro poiché lo ritengono il luogo di nascita dell'alfabeto armeno.
Şanlıurfa è il quinto sito più sacro dell'Islam e un importante luogo di pellegrinaggio perché si dice che Abramo e Giobbe vi abbiano vissuto. Secondo l'antica tradizione orientale cristiana e poi islamica, qui nacque Abramo; la sua presunta grotta natale è venerata ed è un importante luogo di pellegrinaggio. Secondo alcune fonti ebraiche e musulmane, Urfa è Ur Kasdim, la città natale di Abramo, il nonno di Giacobbe che Dio chiamò Israele. Questa identificazione è stata contestata da Leonard Woolley, lo scavatore della città sumerica di Ur nel 1927 e gli studiosi rimangono divisi sulla questione. Urfa è anche una delle numerose città che hanno tradizioni associate a Giobbe.
Un sito centrale del luogo di pellegrinaggio islamico di Şanlıurfa è la Moschea Halil Rahman e lo Stagno di Abramo con carpe sacre e inviolabili, che fa parte del complesso. La leggenda narra che Dio salvò Abramo, che stava per essere bruciato sul rogo, trasformando il fuoco in acqua e i pezzi di brace in carpe.
La comunità cristiana di Edessa ha sempre sostenuto di essere particolarmente antica e venerabile. Dopo il battesimo (storicamente molto discutibile) del re Abgar V e di molti abitanti del suo regno, si dice che le prime chiese cristiane siano state costruite a Edessa. A questo periodo risale anche il Mandylion, un drappo con l'immagine di Cristo che, secondo la leggenda, fu inviato al re da Gesù stesso. Questa immagine, di cui si hanno le prime tracce storiche nel VI secolo e che fu portata a Costantinopoli in quel periodo, è considerata da alcuni la prima icona cristiana. Secondo un'altra tradizione cristiana, l'apostolo Tommaso, uno dei discepoli di Gesù, fu il fondatore della chiesa siriana di Edessa. Secondo questa tradizione, le sue ossa furono trasferite dalla Partia o dall'India a Edessa e lì sepolte. Iba di Edessa fece costruire una chiesa per le sue reliquie.

### Gastronomia
Come la città di Şanlıurfa è profondamente radicata nella storia, così la sua cucina unica è un amalgama delle cucine delle molte civiltà che hanno governato a Urfa. È opinione diffusa che Şanlıurfa sia il luogo di nascita di molti piatti, tra cui il Çiğ Köfte, che secondo la leggenda fu preparato dal profeta Abramo con ingredienti che aveva a portata di mano. A differenza della maggior parte delle città turche che utilizzano versioni diverse del burro normale nella loro cucina regionale, Şanlıurfa è, insieme ad Antep, Mardin e Siirt, una grande consumatrice di burro chiarificato, prodotto esclusivamente con latte di pecora, chiamato localmente Urfayağı("burro di Urfa"). Tipica di Şanlıurfa è il Şıllık, una crepe dolce ripiena di noci.

## Luoghi d'interesse

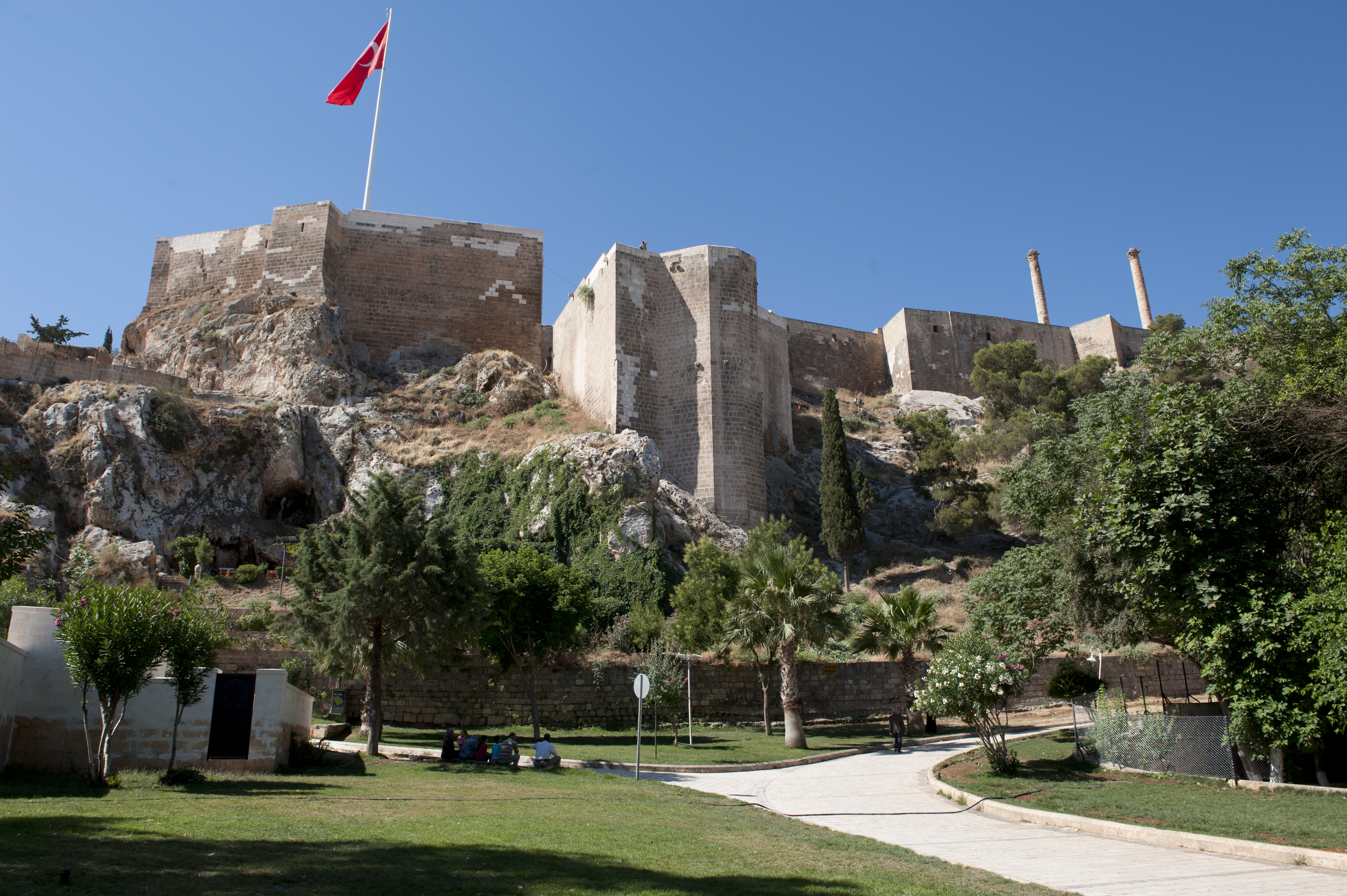
La cittadella di Urfa

La Sanliurfa moderna presenta grandi contrasti tra quartieri vecchi e nuovi. La città vecchia è una delle più suggestive e romantiche della Turchia, con un antico bazar ancora utilizzato dai locali per acquistare frutta e verdura, dove arabi e curdi vengono ancora a vendere le loro merci. Gran parte della città vecchia è caratterizzata da case tradizionali mediorientali costruite attorno a cortili spesso inaccessibili ai veicoli a motore. Tuttavia, i nuovi quartieri di Sanliurfa sono grandi distese di moderni blocchi di cemento, con ampi viali, ristoranti e centri sportivi.
- Cittadella di Urfa - costruita nell'antichità, le mura attuali furono costruite dagli Abbasidi nell'814.
- La leggendaria Piscina del Pesce Sacro, in turco Balıklıgöl, dove Abramo fu gettato nel fuoco da Nimrod. La vasca si trova nel cortile della moschea di Halil-ur-Rahman, costruita dagli Ayyubidi nel 1211.
- La Grande Moschea di Urfa fu costruita nel 1170, sul sito di una chiesa cristiana che gli arabi chiamavano "Chiesa Rossa", probabilmente incorporando alcune murature romane. La tradizione contemporanea del sito identifica il pozzo della moschea come quello in cui fu gettato l'asciugamano o il telo funerario (mendil) di Gesù, il Mandylion. Nel muro meridionale della medrese adiacente alla moschea si trova la fontana di Firuz Bey (1781).
- Il Tempio di Nevali Çori - insediamento neolitico risalente all'8000 a.C., ora sepolto sotto il bacino idrico di Atatürk, con alcuni manufatti ricollocati sopra la linea di galleggiamento.
- Göbekli Tepe - Il più antico tempio conosciuto al mondo, datato al X millennio a.C. (circa 11 500 anni fa).
- Museo Şanlıurfa con una ricca collezione archeologica.

## Amministrazione

### Gemellaggi
- Bremerhaven, dal 2007